# Aitor Osorio
Joan Aitor Osorio Marti (Escaldes-Engordany, 31 ottobre 1975) è un dirigente sportivo ed ex nuotatore andorrano.

## Carriera
Ha partecipato ai Giochi olimpici di Atlanta 1996 dove è stato portabandiera per il suo paese alla cerimonia di apertura. Ha preso parte alle batterie dei 200 m farfalla ottenendo il tempo di 2'12"59, quarantaduesimo e ultimo fra gli atleti che hanno concluso la gara.
Terminata la carriera agonistica è stato presidente della Federazione andorrana di nuoto.